# Жечениця
Жечениця (пол. Rzeczenica, нім. Stegers) — село в Польщі, у гміні Жечениця Члуховського повіту Поморського воєводства.
Населення — 1528 осіб (2011).
У 1975-1998 роках село належало до Слупського воєводства.

## Демографія
Демографічна структура станом на 31 березня 2011 року:
|          | Загалом | Допрацездатний вік | Працездатний вік | Постпрацездатний вік |
| -------- | ------- | ------------------ | ---------------- | -------------------- |
| Чоловіки | 746     | 125                | 567              | 54                   |
| Жінки    | 782     | 165                | 484              | 133                  |
| Разом    | 1528    | 290                | 1051             | 187                  |